# Nairobi (provins)
 Nairobi var en av Kenyas åtta provinser. Dessa har senare ersatts av counties. Enligt folkräkningen 1999 hade provinsen 2 143 254 invånare. Den har en yta på 684 km². Huvudort är Nairobi.

## Administrativ indelning
Provinsen är indelad i sju divisioner:
- Central
- Dagoretti
- Embakasi
- Kasarani
- Kibera
- Makadara
- Pumwani
- Westlands